# Feuerwehrmuseum (Lendersdorf)

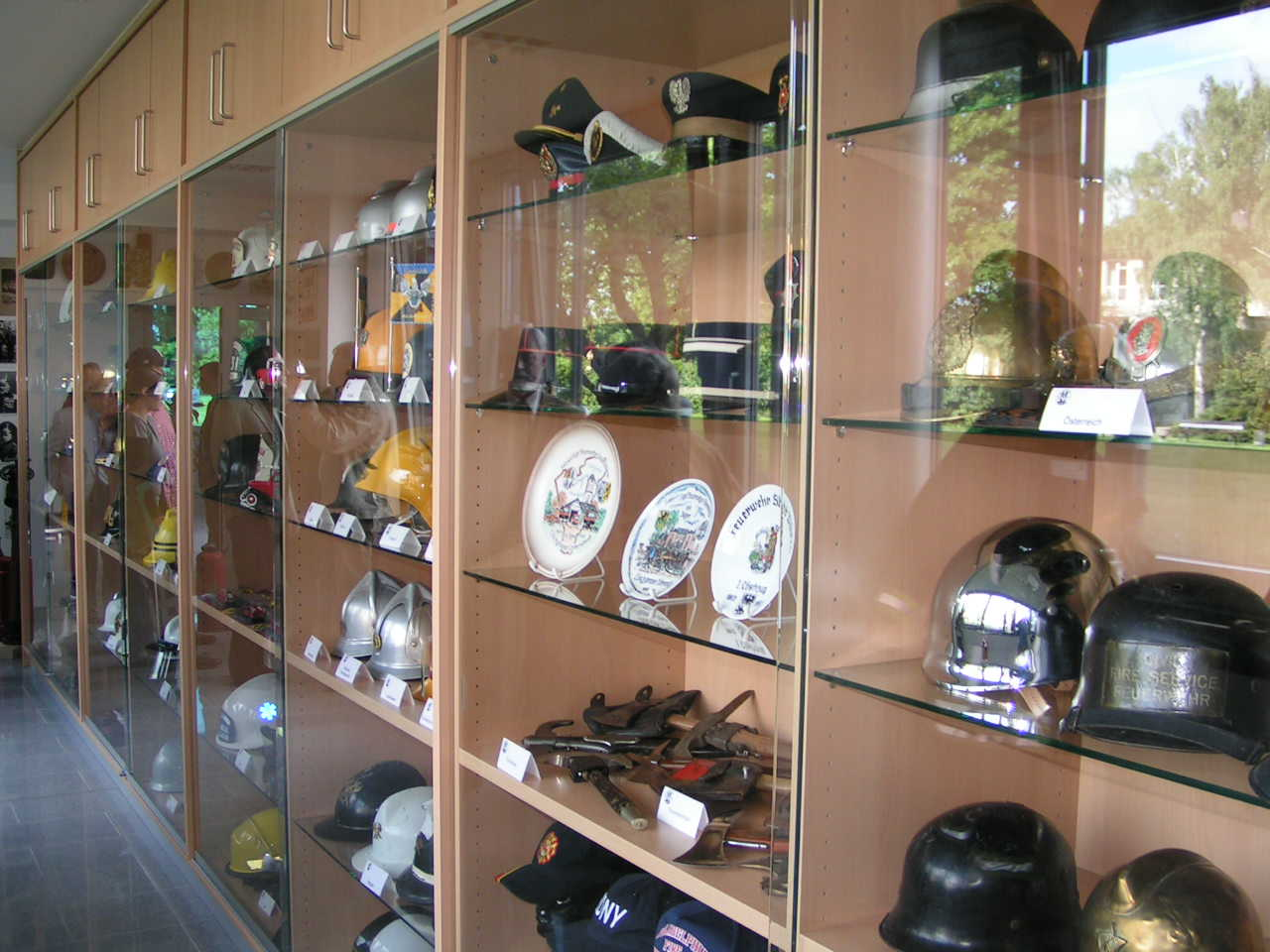
Teilansicht des Museums

Das Feuerwehrmuseum im Dürener Stadtteil Lendersdorf befindet sich im Südflügel des St. Augustinus-Krankenhauses.
Der ehemalige hauptamtliche Hauptbrandmeister der Freiwilligen Feuerwehr Düren, Egon Frings, hat in vielen Jahren seiner Berufstätigkeit eine große Menge Exponate über die Feuerwehr gesammelt. Nach seiner Pensionierung baute er aus seiner privaten Sammlung das Museum auf.
Gezeigt werden unter anderem Helme und Abzeichen aus Deutschland und der ganzen Welt, Standrohre, Strahlrohre und andere wasserführende Armaturen, Löschkarren, Schriftstücke und Urkunden und Ausrüstungsgegenstände.